# Santa Ana Huista
Santa Ana Huista è un comune del Guatemala facente parte del dipartimento di Huehuetenango.